# Talwar (Schiff)
Die Talwar (Sanskrit तलवार, Kennung: F40) ist eine Fregatte der gleichnamigen Klasse der indischen Marine, die seit 2003 in Dienst steht.

## Allgemeines
Am 19. November 2008 zerstörte die indische Fregatte Tabar vor der Küste Somalias ein „Piraten-Mutterschiff“, nachdem dessen Besatzung eine Überprüfung verweigert und das Feuer auf das Kriegsschiff eröffnet hatte. Das vermeintliche Piraten-Mutterschiff erwies sich später als von den Piraten gekaperter thailändischer Fischkutter. Am 28. Mai 2009 verhinderte sie einen Enterversuch von Piraten auf den Frachter „Maud“, bei dem zwei Piraten von der Besatzung des Bordhubschraubers beschossen wurden, als sie versuchten, die Bordwand des Frachters zu erklimmen.